# 奧特拉德諾耶 (克里米亞)

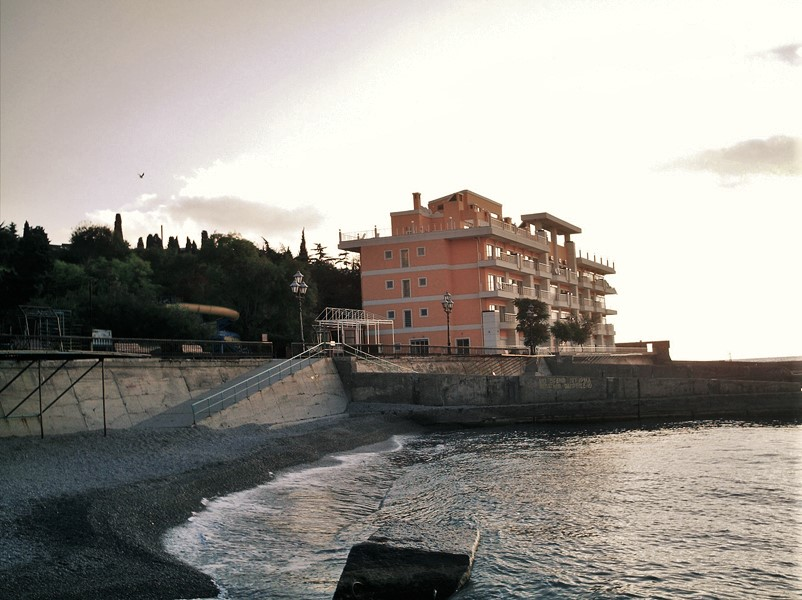
維德拉德內

維德拉德內（烏克蘭語：Відрадне），又按俄语名译为奧特拉德諾耶（俄语：Отрадное），是法理上乌克兰克里米亚自治共和国南部雅尔塔区的市级镇，但事实上是俄罗斯克里米亞共和國雅尔塔市议会下辖的市级镇。該鎮處於雅爾塔以東1.5公里，面積0.865平方公里，海拔高度68米，2014年人口694，人口密度每平方公里802.31人。